# Panchito Riset
Panchito Riset (Francisco Hilario Riser Rincón; * 21. Oktober 1910 in Havanna; † 8. August 1988 in New York City) war ein kubanischer Son- und Bolero-Sänger.
Riset spielte bereits in seiner Kindheit Gitarre und begann seine musikalische Laufbahn als Mitglied des Sextetts Juvenil Atarés. Er gründete und leitete dann das Sexteto Esmeralda und wechselte 1927 zum Sexteto Cauto. Es folgten dann weitere Ensembles wie das Septeto Bolero, das Sexteto Habanero (1928), das Sexteto Caney (1933) und schließlich das Orquesta de Ismael Díaz. 
Seinen ersten Auftritt in den USA hatte Riset im New Yorker Madison Royal mit dem Orquesta Antobal’s Cubans, mit dem er auch sein erstes Album aufnahm. Auf diesem wurde er fälschlich als Panchito Riset (statt Riser) aufgeführt und behielt diesen Namen bei. Er trat auch im Cubanacán auf und hatte eine Live-Show im Rundfunk, die ihn in New York bekannt machte. Schließlich bekam er Gelegenheit, mit den Orchestern von Xavier Cugat und von Enrique Madriguera zusammenzuarbeiten.
1934 kehrte er nach Kuba zurück und trat im Club Yumuri mit dem Orchester von Eliseo Grenet auf. Zwischen 1934 und 1937 entstanden in den USA zahlreiche Aufnahmen mit der Grupo Victoria de Rafael Hernández, dem Cuarteto de Don Pedro Flores  und dem Cuarteto Caney. Er lernte in dieser Zeit die Schauspielerin Eleanor Powell kennen und ging auf deren Anregung nach Hollywood, wo er im Nachtclub Trocadero triumphale Auftritte mit ihr und später mit Ann Miller und Desi Arnaz hatte. 1938 kehrte er nach New York zurück und gründete ein eigenes Orchester, mit dem er im Nachtclub La Conga auftrat. Mit dem Orquesta La Conga nahm er u. a. La Comparsa de Camajuaní, Pepita und Por Corrientes Va Una Conga und den Son Ensueño auf.
Als Soldat der US Army nahm er zwischen 1943 und 1945 am Zweiten Weltkrieg, u. a. an verschiedenen Schlachten in der Normandie, teil. Nach dem Krieg entstanden weitere Plattenaufnahmen u. a. mit den Orchestern von René Hernandez und Lija Ortiz. Bekannt wurden Melancolía Y Mi Gloria von Luis Kalaff, Peregrina Sin Amor und Mil Copas von Bienvenido Brens, Deseo Bohemio und Háblame Clro von Francisco Simó Damirón, Todo Me Gusta De Ti von Leonel Sánchez sowie Amor Y Odio, Ella und No Me Pidas Olvido von Armando Cabrera.
Auf Grund einer Diabetes-Erkrankung wurden ihm 1981 beide Beine amputiert, dennoch blieb Riset als Musiker aktiv. Beim von Pedro Zervigón moderierten Telemaratón de la Sociedad de Niños y Adultos Lisiados de Puerto Rico 1983 in New York brillierte er neben Celia Cruz, Iris Chacón, Ruth Fernández und Myrta Silva mit Blancas Azucenas und weiteren Titeln. Bei einer Benefizveranstaltung zu seinen Gunsten, die die puerto-ricanische Sängerin Gilda Mirós organisierte und an der sich u. a. Joe Quijano, Mario Bauzá, Charlie Palmieri, Mario Hernández und La Sonora Matancera mit dem Sänger Bobby Capó beteiligten, sang er noch zwei Monate vor seinem Tod Cuando Salí De Cuba und Guantanamera.